# Tendre i poc fet
Tendre i poc fet (francès: Tendre et saignant) és una pel·lícula francesa dirigida per Christopher Thompson el 2021. Es va estrenar als cinemes de França el 18 de gener de 2022. S'ha doblat i subtitulat al català.

## Sinopsi
A la mort del seu pare, la Charly Fleury hereta la carnisseria familiar. Redactora en cap d'una revista de moda, prefereix vendre el negoci el més aviat possible. En Martial, l'antic sotsdirector del seu pare, decideix lluitar per recuperar la carnisseria. La Charly i la Martial hauran d'aprendre a conviure, tot i els inconvenients.

## Repartiment
- Géraldine Pailhas: Charly Fleury
- Arnaud Ducret: Martial Toussaint
- Alison Wheeler: Carole Katayan
- Stéphane De Groodt: Miguel Amestoy
- Jean-François Stévenin: Jacques Fleury
- Antoine Gouy: Yves de la Closerie
- Élisa Ruschke: Julia
- Anne Le Ny: Madame Keller
- Antony Hickling: Sid Kharish